# Leucochromodes
Leucochromodes là một chi bướm đêm thuộc họ Crambidae.

## Các loài
- Leucochromodes analytica (Dyar, 1914)
- Leucochromodes bicoloralis (Dyar, 1910)
- Leucochromodes eupharamacis (Dyar, 1914)
- Leucochromodes euphthinylla (Dyar, 1914)
- Leucochromodes melusinalis (Walker, 1859)
- Leucochromodes peruvensis (Hampson, 1912)
- Leucochromodes saltigalis (Druce, 1895)
- Leucochromodes trinitensis (Hampson, 1912)